# Щитники (Мазовецьке воєводство)
Щитники (пол. Szczytniki) — село в Польщі, у гміні Залуський Плонського повіту Мазовецького воєводства.
Населення — 128 осіб (2011).
У 1975-1998 роках село належало до Цехановського воєводства.

## Демографія
Демографічна структура станом на 31 березня 2011 року:
|          | Загалом | Допрацездатний вік | Працездатний вік | Постпрацездатний вік |
| -------- | ------- | ------------------ | ---------------- | -------------------- |
| Чоловіки | 65      | 15                 | 45               | 5                    |
| Жінки    | 63      | 10                 | 42               | 11                   |
| Разом    | 128     | 25                 | 87               | 16                   |